# Single European Sky ATM Research Programme
Single European Sky ATM Research Programme (SESAR) ist eine von der Europäischen Kommission und EUROCONTROL ins Leben gerufene pan-europäische Initiative zur Vereinheitlichung, Harmonisierung und Synchronisierung der Dienste im Rahmen des europäischen Flugverkehrsmanagements (englisch Air Traffic Management, ATM). Für diese Ziele wurden erstmals in der europäischen Flugverkehrsgeschichte alle am Flugverkehr beteiligten Partner beteiligt. Das sind zivile und militärische Flugsicherungsorganisationen, nationale und internationale Organisationen der Legislative, Flugzeugindustrie, Fluggesellschaften, Flugzeugbetreiber und -nutzer, sowie weitere betroffene Partner am Boden und in der Luft.

## SESAR-Organisation
SESAR ist in drei Phasen organisiert:
- In der Definitionsphase (2005–2008) wird ein europäischer Masterplan erarbeitet, der, basierend auf den zu erwartenden, zukünftigen Anforderungen des Luftverkehrs, die Maßnahmen identifiziert, die zur Erreichung der Ziele unternommen werden müssen.
- Die Entwicklungsphase (2008–2013) beinhaltet alle notwendigen Aktivitäten, um die Einführung des in der Definitionsphase entwickelten Masterplans vorzubereiten. Dazu gehören beispielsweise detaillierte Aktionspläne sowie alle notwendigen gesetzgeberischen Maßnahmen. Entwickelt werden neue Ausrüstungen und Normen, durch die mit Hilfe der Regulierungsmechanismen des einheitlichen europäischen Luftraums die Umrüstung der bestehenden boden- und bordgestützten Systeme sowie ihre Interoperabilität mit außereuropäischen Systemen gewährleistet werden sollen.
- Für die Umsetzungsphase (2014–2020) haben sich die Luftverkehrspartner verpflichtet, die zuvor beschlossenen Maßnahmen gemeinsam zu koordinieren, zu managen und in die Wirklichkeit umzusetzen. Sie besteht aus der großtechnischen Produktion, Beschaffung und Umsetzung der neuen Flugverkehrsmanagementinfrastruktur und der entsprechenden Luftfahrzeugausrüstung.

## SESAR-Ziele
Das endgültige Ziel von SESAR liegt darin, eine nachhaltige Entwicklung des Luftverkehrssektors in Europa zu gewährleisten.
Die wichtigsten Leistungsziele sind:
- die Verdreifachung der Kapazität;
- die Erhöhung der Sicherheit um einen Faktor von 10;
- die Verbesserung der Umweltverträglichkeit um 10 % pro Flug;
- die Senkung der Kosten für das Flugverkehrsmanagement um 50 %.[1]

## SESAR-Konzept
Das SESAR-Konzept ist die Lösung zum Erreichen der SESAR-Ziele. Der Schlüssel des SESAR-Konzepts ist das Prinzip des sogenannten „Business Trajectory“, bei dem die Benutzer des Luftraums und die Fluglotsen in einem Kooperationsprozess den optimalen Flugweg ermitteln. Das Zielkonzept von SESAR greift umfassend auf bestehende und neu entwickelte Technologien, wie zum Beispiel Galileo, zurück. Es basiert auf einer Reihe neuer Schlüsselmerkmale:
- dem Netzbetriebsplan (Network Operation Plan), einem dynamischen Einsatzplan für den kontinuierlichen Betrieb, der einen allgemeinen Überblick über die Netzsituation vermittelt;
- der umfassenden Einbeziehung des Flughafenbetriebs als Bestandteil des Flugverkehrsmanagements und des Planungsprozesses;
- dem Flugwegmanagement, das die Beschränkungen bei der Luftraumorganisation auf ein Mindestmaß reduziert;
- neuen Verfahren für die Gewährleistung des Abstandes zwischen den Luftfahrzeugen, wodurch Sicherheit, Kapazität und Effizienz vergrößert werden können;
- dem systemweiten Informationsmanagement (SWIM), das eine gesicherte Verbindung aller Akteure des Flugverkehrsmanagements, die auf die gleichen Daten zurückgreifen, gewährleistet;
- Menschen als zentrale Entscheidungsorgane: Fluglotsen und Luftfahrzeugführer werden durch neue, automatisierte Funktionen unterstützt, die ihre Arbeitslast verringern und komplexe Entscheidungsabläufe bewältigen.